# 大明神GPII
大明神GPII（だいみょうじんGPII）は、1991年4月にSANKYOが発売した、縦長の役物の中に巫女風明神様が配置されているパチンコ機のシリーズ名。
『大明神GPII』の1機種がある。

## 概要
貯留型の羽根モノタイプ。役物内に配置されている明神様は、目を閉じ手を合わせて熱心に祈っている。チャッカーに入賞すると腕は一瞬上下し、羽根に拾われた玉の動きに変化を与える。明神様のお祈りアクションは、大当たり中には貯留装置としての役割も果たす。役物内の上段ステージは3分割されており、中央は突起があり入りにくいが、ここから落下するとV入賞のチャンスである。

## スペック
- 大明神GPII
  - 賞球数 ALL13
  - 大当たり最高継続 15R
  - 最大貯留 4個（5カウント）

## 演出
通常時の羽根開放時間は、1チャッカーと2チャッカーともに0.35秒である。
大当たり中は明神様の手が上昇したまま停止するので、左右に2個ずつ貯留することが可能になる。ハズレ5カウント後に貯留解除となる。
大当たり中は明神様のゴッドハンドが上昇し、最大4個の玉を貯留できる。—『パチンコ必勝ガイドCLASSIC クラシック Vol.2』p.109
ハズレ5カウント後は、明神様の下にある扉が開閉動作を行うので、中央に玉が集められやすくなり、V入賞率がアップする。

## サウンドトラック
- 『ザ・パチンコ・ミュージックフロム三共 3』 キングレコード、1998年8月21日。KICA-1216。
  - BGMが収録されている。